# Antorcha olímpica de los Juegos Olímpicos de Barcelona 1992
La antorcha olímpica de los XXV Juegos Olímpicos, diseñada por el catalán André Ricard Sala, visitó en 39 días las 17 comunidades autónomas, recorriendo más de 6.000 km. Pasó por 652 localidades y se detuvo en 60. En total participaron 9.848 portadores.
El fuego olímpico fue encendido el 5 de junio en Olimpia y fue portado por relevos hasta Atenas. El 9 de junio en el puerto de El Pireo es embarcado en la fragata Cataluña de la Armada Española. 
El 13 de junio arriba a las costas catalanas, exactamente a Ampurias, donde es recibido por miles de personas en una ceremonia muy emotiva y de donde emprende su recorrido por todo el territorio español.
El 24 de julio por la noche hizo su entrada triunfal en Barcelona procedente de Palma de Mallorca y fue recibido con una multitudinaria fiesta que se prolongó durante toda la noche en todos los distritos de la ciudad condal. Al día siguiente llegó puntual al Estadio Olímpico y su último relevo, el atleta paralímpico, Antonio Rebollo por medio de un lanzamiento con su arco desde el centro del escenario fue el encargado del encendido del pebetero, quedando así inaugurados los Juegos Olímpicos de Barcelona 1992.
El extremeño y creador de efectos especiales Reyes Abades Tejedor fue el encargado de idear la misma producción del encendido. Fue el que seleccionó el plano televisivo que aseguró el efecto óptico, y el que creó al efecto la flecha utilizada, que debía reunir ciertas características para no apagarse o desviarse de su trayectoria durante el vuelo. Dicha flecha fue la que prendió el pebetero, que ya estaba emitiendo gas, cuando pasó por encima.

## Recorrido
Esta tabla enumera las ciudades por las que se detuvo la antorcha olímpica en su recorrido. 
| Día         | Ciudad                             | Comunidad Autónoma o periferia |
| ----------- | ---------------------------------- | ------------------------------ |
| 5 de junio  | Olimpia                            | Ática                          |
| 7 de junio  | Atenas                             | Ática                          |
| 13 de junio | San Martín de Ampurias (La Escala) | Cataluña                       |
| 14 de junio | Figueras                           | Cataluña                       |
| 14 de junio | Bañolas                            | Cataluña                       |
| 14 de junio | Gerona                             | Cataluña                       |
| 15 de junio | Palafrugell                        | Cataluña                       |
| 15 de junio | Blanes                             | Cataluña                       |
| 15 de junio | Mataró                             | Cataluña                       |
| 15 de junio | Badalona                           | Cataluña                       |
| 16 de junio | Sabadell                           | Cataluña                       |
| 16 de junio | Tarrasa                            | Cataluña                       |
| 16 de junio | Granollers                         | Cataluña                       |
| 16 de junio | Vich                               | Cataluña                       |
| 17 de junio | Berga                              | Cataluña                       |
| 17 de junio | Puigcerdá                          | Cataluña                       |
| 18 de junio | Seo de Urgel                       | Cataluña                       |
| 18 de junio | Solsona                            | Cataluña                       |
| 18 de junio | Manresa                            | Cataluña                       |
| 19 de junio | Igualada                           | Cataluña                       |
| 19 de junio | Martorell                          | Cataluña                       |
| 19 de junio | Hospitalet de Llobregat            | Cataluña                       |
| 20 de junio | Castelldefels                      | Cataluña                       |
| 20 de junio | Sitges                             | Cataluña                       |
| 20 de junio | Villanueva y Geltrú                | Cataluña                       |
| 20 de junio | Vendrell                           | Cataluña                       |
| 20 de junio | Montblanch                         | Cataluña                       |
| 20 de junio | Lérida                             | Cataluña                       |
| 21 de junio | Zaragoza                           | Aragón                         |
| 21 de junio | Huesca                             | Aragón                         |
| 22 de junio | Jaca                               | Aragón                         |
| 23 de junio | Pamplona                           | Navarra                        |
| 24 de junio | Logroño                            | La Rioja                       |
| 25 de junio | Vitoria                            | País Vasco                     |
| 26 de junio | Bilbao                             | País Vasco                     |
| 27 de junio | Santander                          | Cantabria                      |
| 27 de junio | Gijón                              | Principado de Asturias         |
| 28 de junio | Oviedo                             | Principado de Asturias         |
| 29 de junio | Lugo                               | Galicia                        |
| 30 de junio | La Coruña                          | Galicia                        |
| 1 de julio  | Santiago de Compostela             | Galicia                        |
| 2 de julio  | Vigo                               | Galicia                        |
| 3 de julio  | Orense                             | Galicia                        |
| 4 de julio  | Ponferrada                         | Castilla y León                |
| 5 de julio  | León                               | Castilla y León                |
| 6 de julio  | Valladolid                         | Castilla y León                |
| 7 de julio  | Segovia                            | Castilla y León                |
| 8 de julio  | Madrid                             | Comunidad de Madrid            |
| 9 de julio  | Toledo                             | Castilla-La Mancha             |
| 10 de julio | Cáceres                            | Extremadura                    |
| 10 de julio | Badajoz                            | Extremadura                    |
| 11 de julio | Mérida                             | Extremadura                    |
| 12 de julio | Huelva                             | Andalucía                      |
| 13 de julio | Sevilla                            | Andalucía                      |
| 14 de julio | Santa Cruz de Tenerife             | Canarias                       |
| 14 de julio | Las Palmas de Gran Canaria         | Canarias                       |
| 15 de julio | Málaga                             | Andalucía                      |
| 16 de julio | Granada                            | Andalucía                      |
| 17 de julio | Almería                            | Andalucía                      |
| 18 de julio | Murcia                             | Región de Murcia               |
| 19 de julio | Alicante                           | Comunidad Valenciana           |
| 20 de julio | Valencia                           | Comunidad Valenciana           |
| 20 de julio | Castellón de la Plana              | Comunidad Valenciana           |
| 21 de julio | Tortosa                            | Cataluña                       |
| 22 de julio | Tarragona                          | Cataluña                       |
| 23 de julio | Palma de Mallorca                  | Islas Baleares                 |
| 24 de julio | Barcelona                          | Cataluña                       |